# Metro w Genui
Metro w Genui (wł. Metropolitana di Genova) – kolej podziemna działająca na terenie włoskiego miasta Genua. Metro posiada jedną linię i łączy centrum miasta z dzielnicą Rivarolo na przedmieściach Genui. Obecnym operatorem metra jest Azienda Mobilità e Trasporti odpowiada także za cały transport publiczny na terenie miasta Genui.
Obecnie długość metra wynosi ponad 7,1 kilometra. Napięcie pod którym działają pociągi metra wynosi 750 woltów. Metro posiada łącznie 8 stacji które stanowią jedną linię. Metro zostało zbudowane na Mistrzostwa Świata w Piłce Nożnej w 1990 roku.
Dziennie metro przewozi 42 000 pasażerów, rocznie ponad 1,5 miliona.

## Stacje
Metro w Genui posiada następujące stację:
- Brin-Certosa
- Dinegro
- Principe
- Darsena
- San Giorgio-Caricamento
- Sant'Agostino-Sarzano
- De Ferrari
- Brignole

## Nowe prace
Operator metra ma w planach budowę kolejnych przystanków metra co pozwoli wydłużyć linię metra aż do stadionu Stadio Luigi Ferraris.